# Миндельштеттен
Миндельштеттен (нем. Mindelstetten) — община в Германии, в земле Бавария.
Подчиняется административному округу Верхняя Бавария. Входит в состав района Айхштетт. Занимает площадь 22,72 км².
Коммуна подразделяется на 7 сельских округов.

## Известные уроженцы
- Шеффер, Анна (1882—1925) — святая, канонизирована папой Бенедиктом XVI в 2012 году.

## Население
По оценке на 31 декабря 2015 года население общины Миндельштеттен составляет 1658 чел. 

| Дата      | 1840 | 1871 | 1900 | 1925 | 1939 | 1950 | 1961 | 1970 | 1987 | 2011 |
| --------- | ---- | ---- | ---- | ---- | ---- | ---- | ---- | ---- | ---- | ---- |
| Население | 819  | 876  | 1025 | 1066 | 989  | 1250 | 1069 | 1273 | 1254 | 1613 |

| Год       | 1960 | 1970 | 1980 | 1990 | 2000 | 2009 | 2010 | 2011 | 2012 | 2013 | 2014 | 2015 |
| --------- | ---- | ---- | ---- | ---- | ---- | ---- | ---- | ---- | ---- | ---- | ---- | ---- |
| Население | 1025 | 1226 | 1244 | 1314 | 1636 | 1635 | 1637 | 1619 | 1631 | 1648 | 1652 | 1658 |